# Yigoga
Yigoga är ett släkte av fjärilar. Yigoga ingår i familjen nattflyn.

## Dottertaxa tillYigoga, i alfabetisk ordning[1]
- Yigoga acutijuxta
- Yigoga aequicuspis
- Yigoga alexandrae
- Yigoga amasicola
- Yigoga amasina
- Yigoga atlantis
- Yigoga atlas
- Yigoga bornicensis
- Yigoga brunneopicta
- Yigoga caroli
- Yigoga celsicola
- Yigoga denticulosa
- Yigoga dilucida
- Yigoga disturbans
- Yigoga etoliae
- Yigoga eureteocles
- Yigoga exacta
- Yigoga facunda
- Yigoga farsistana
- Yigoga fidelis
- Yigoga flavina
- Yigoga forcipula
- Yigoga glaucescens
- Yigoga goateri
- Yigoga gracilis
- Yigoga gueddelanea
- Yigoga helladica
- Yigoga hyrcana
- Yigoga imitata
- Yigoga improba
- Yigoga improcera
- Yigoga iranica
- Yigoga iranicola
- Yigoga issykula
- Yigoga jura
- Yigoga kaaba
- Yigoga karsholti
- Yigoga khorassana
- Yigoga latipennis
- Yigoga leonina
- Yigoga libanicola
- Yigoga lithargyrula
- Yigoga lupinus
- Yigoga lutescens
- Yigoga mirabica
- Yigoga mixta
- Yigoga multicuspis
- Yigoga nachadira
- Yigoga nigrescens
- Yigoga obscurior
- Yigoga ochrina
- Yigoga orientis
- Yigoga perturbans
- Yigoga picturata
- Yigoga pretiosa
- Yigoga pretiosissima
- Yigoga pseudorientis
- Yigoga pseudosignifera
- Yigoga pygmaea
- Yigoga robustior
- Yigoga romanoi
- Yigoga romanovi
- Yigoga rubra
- Yigoga samnitica
- Yigoga serraticornis
- Yigoga signifera
- Yigoga sincera
- Yigoga spinifera
- Yigoga spinosa
- Yigoga spissa
- Yigoga spissilinea
- Yigoga stigmatula
- Yigoga strenua
- Yigoga subturbans
- Yigoga sureyae
- Yigoga taftanica
- Yigoga tauricola
- Yigoga toxistigma
- Yigoga truculenta
- Yigoga turbans
- Yigoga turcicola
- Yigoga unifica
- Yigoga wiltshirei
- Yigoga xanthosemata